# 交響曲第3番 (シベリウス)
シベリウスの交響曲第3番 ハ長調 作品52は、1907年に完成した交響曲。

## 作曲の経緯
それまでの活動によって国際的な名声を得ることに成功したシベリウスではあったが、享楽的な生活によって健康を害し、家計をも逼迫させ、創作活動にも支障を来すようになっていた。そこで彼は1904年に都会の喧噪を離れ、ヘルシンキ北東郊外のヤルヴェンパーへ引っ越すことにした。豊かな自然に囲まれて創作意欲を取り戻した彼は、1907年3月にロンドンのロイヤル・フィルハーモニー協会で初演するための新作交響曲に着手した。しかし各地からの指揮の依頼や、期限付きの作曲依頼などをこなさなければならず、交響曲の筆はたびたび中断を余儀なくされ遅々として進まなかった。結局、当初の目標であった1907年3月の初演には間に合わず、完成したのはほぼ半年後の1907年秋であった。別名「アイノラ」とも呼ばれるこの曲の第3楽章は”con energia"の指示から力強い蒸気機関車のイメージがある。

## 作品の概要

### 初演
1907年9月25日、ヘルシンキでの「作曲家の肖像画」コンサートにて作曲者自身の指揮で行われた。

### 出版
1907年、リーナウ社（ベルリン）

### 録音
最初の録音は1932年6月にロンドンでロベルト・カヤヌスによって行われた

### 献呈
グランヴィル・バントックに

## 楽器編成
フルート2、オーボエ2、クラリネット2、ファゴット2、ホルン4、トランペット2、トロンボーン3、ティンパニ、弦楽五部

## 作品の内容
この作品では、シベリウス初期作品の後期ロマン派風の壮麗な作風がなりをひそめ、後期作品に通ずるような純朴で密度の高い作風に移行しつつある。しかし後期作品の息詰まるような緊張感はまだなく、軽快で伸びやかな作品となっている。シベリウスの前期と後期とを分ける分水嶺となる重要な作品である。それは形式にも表れている。この作品は3つの楽章からなるが、終楽章はスケルツォ的な部分とフィーナーレ的な部分から構成されている。交響曲第2番では第3楽章から第4楽章に休みなく移行する手法が採られており、この手法がさらに追求された結果一つの楽章に統合されたという過程がよくわかる。同様の手法は交響曲第5番の第1楽章でも使用され、交響曲第7番ではついに全曲を単一楽章に統合することになる。
第1楽章 Allegro moderato
ハ長調、ソナタ形式。冒頭低弦により提示される第1主題は純朴でリズミカルな主題。これの主題はシベリウスがかつてイギリスを訪問した時に沿岸から見た霧に煙るイギリスの様子にインスパイアされたともいわれる。第2主題はチェロにより提示されるほの暗くメロディアスな主題である。
第2楽章 Andante con moto, quasi allegretto
嬰ト短調、自由な変奏曲。冒頭、ピツィカートの動機とフルートの動機がまず断片的に示され、寂寥感あふれる魅力的なメロディーへと発展してゆき中心主題を形成し、この主題が変形されながら5回変奏される。
第3楽章 Moderato - Allegro (ma non tanto) - Meno allegro
ハ長調。モデラートの序奏の後、前半は戦闘的なアレグロ、後半はコラール風主題による部分からなる自由な形式。モデラートの短い序奏に続いてアレグロの主部に入る。6/8拍子、様々なモチーフが登場しては交替し全体としてスケルツォ風の音楽を形成して行く。この手法は交響曲第4番ではほぼ全曲で採用される。音楽が高揚したところでヴィオラがコラール風のテーマを奏でるとスケルツォを形成していたモチーフは次々に消えてゆき4/4拍子のフィナーレ部に入る。フィナーレ部は先にヴィオラで演奏されたコラール主題に基づく音楽で、徐々にその規模を拡大してゆく。音楽は頂点に達したところで速やかに下降音型を採り、潔いまでにあっさりと終止する。

## 参考図書
- 作曲家別名曲解説ライブラリー18「北欧の巨匠」（1994年　音楽之友社）ISBN 4276010586